# Generación 12
Generación 12 – kolumbijski zespół wykonujący chrześcijańską muzykę rodzaju rock i pop. Zawiera utwory w języku hiszpańskim, tłumaczone na języki: angielski i portugalski. Albumy zespołu to: „Nueva nación”, „El mundo cambiará”, „Somos Uno” i „Despierta mi Corazón”. Zespół Generación 12 jest związany z Charyzmatycznym Kościołem Misji, w którym wykonuje swoje pieśni w uwielbieniu.

## Skład
Wokaliści:
- Lorena Castellanos
- Fernando Ramos
- Freddy Gomez

Perkusja:
- José Luis Uriza
- Paola Sanchez Leal
- Boris Alvarado

Gitara:
- Julian Gamba
- Andrés Castro
- Leonardo Cabrera

Bass:
- Mardoniusz Cordoba
- Contreras Iwan
- Oscar Guzman

Klawiatury, fortepian:
- Anthony Catacoli